# Manuel Locatelli
Manuel Locatelli, född 8 januari 1998, är en italiensk fotbollsspelare som spelar för Juventus. Han representerar även Italiens landslag.